# 다춘향

다춘 향의 위치

다춘향(한국어: 대촌향, 중국어: 大村鄉, 병음: Dàcūn Xiāng)은 중화민국 장화 현의 향이다. 넓이는 30.7837km2이고, 인구는 2015년 8월 기준으로 36,446명이다.

## 역사
예전에는 대장(大庄)이라고 했지만 1920년에 같은 뜻의 일본어 지명인 오무라(大村)로 개칭되었다.

## 교통
- 타이완 철로관리국 종관선
- 국도 1호선